# Nemo (Belgische band)
Nemo is een voormalige Belgische rockband.  De groep werd opgericht in 1991 in Houthalen-Helchteren.  In 1992 namen ze deel aan Humo's Rock Rally.  Ze behaalden de finale, maar eindigden uiteindelijk niet in de top drie.  In 1993 verscheen hun debuutalbum Nemo.  Zanger Peter Houben had samen met Mauro Pawlowski het nevenproject Mitsoobishy Jacson.  Drummer Herman Houbrechts was naast Nemo ook actief in Dead Man Ray, de voormalige groep van Daan Stuyven.  Hij ontwerpt ook platenhoezen.  In 1997 veranderde de bezetting van de groep.  Pascal Deweze van Metal Molly vervoegde de groep, samen met Bert Maes.  In 1998 verscheen hun laatste album.  Uit dit album werd Starsign als single uitgegeven, tevens de laatste single van de band, die sindsdien niet meer actief is.

## Discografie
Albums
- 1993: Nemo
- 1995: Popmusics (EP)
- 1995: Dum Dàda
- 1998: Kiss Me, You Fool

Singles
- 1993: Bicycle Called Love
- 1994: She Loves Animals
- 1995: Great Machine
- 1995: Suck Them Flowers
- 1998: Starsign

## Groepsleden
- Peter Houben: zang, gitaar
- Herman Houbrechts: drums, zang
- Bart Gijbels: basgitaar (1991 - 1997)
- Bert Maes: basgitaar (1997 - 1998)
- Pascal Deweze: gitaar (1997 - 1998)
- Aldo Struyf: gitaar